# Polní zbrojmistr

Hodnostní označení polního zbrojmistra v rakousko-uherské armádě

Polní zbrojmistr (Feldzeugmeister, zkratka FZM) byla vojenská hodnost užívaná v různých evropských armádách. Historicky se vyvinula z postu velitele dělostřelectva (mistr zbroje). V císařské armádě byl titul polního zbrojmistra s určením pozice ve vojenské hierarchii udělován od třicetileté války. Příležitostně byl do 18. století udělován i titul Generální polní zbrojmistr (Generalfeldzeugmeister, GFZM), tato hodnost byla ale užívána sporadicky v řadách příslušníků rodin vládnoucích německých knížat. V rakouské a rakousko-uherské armádě byl polní zbrojmistr prakticky až do rozpadu monarchie druhou nejvyšší hodností, stál hierarchicky mezi polním maršálem a polním podmaršálkem. Na stejné úrovni jako polní zbrojmistr byli generálové dalších zbraní (generál kavalérie, generál pěchoty) a admirál c.k. námořnictva. Hodnostně byl polní zbrojmistr označen třemi stříbrnými hvězdami na zlatě vyšívaném prýmku. Měl nárok na oslovení Excelence a v 19. a 20. století mu příslušela třetí platová stupnice c.k. armády (plat 8 400 zlatých ročně). K poklesu významu hodnosti polního zbrojmistra došlo za první světové války, kdy byla v roce 1915 ustavena nadřízená hodnost generálplukovníka. Ještě do roku 1918 bylo ale jmenováno několik polních zbrojmistrů, historicky posledním nositelem hodnosti byl hrabě Johann Ulrich von Salis-Seewis (1862–1940), který byl na polního zbrojmistra povýšen 1. listopadu 1918.
V české literatuře se do češtiny překládá jako generální polní zbrojmistr britská hodnost Master General of the Ordnance, což však nebyla vojenská hodnost, ale úřad ve vládě existující od poloviny 16. století do roku 1855, kdy bylo zřízeno ministerstvo války.

## Polní zbrojmistři rakouské a rakousko-uherské armády 17.–20. století

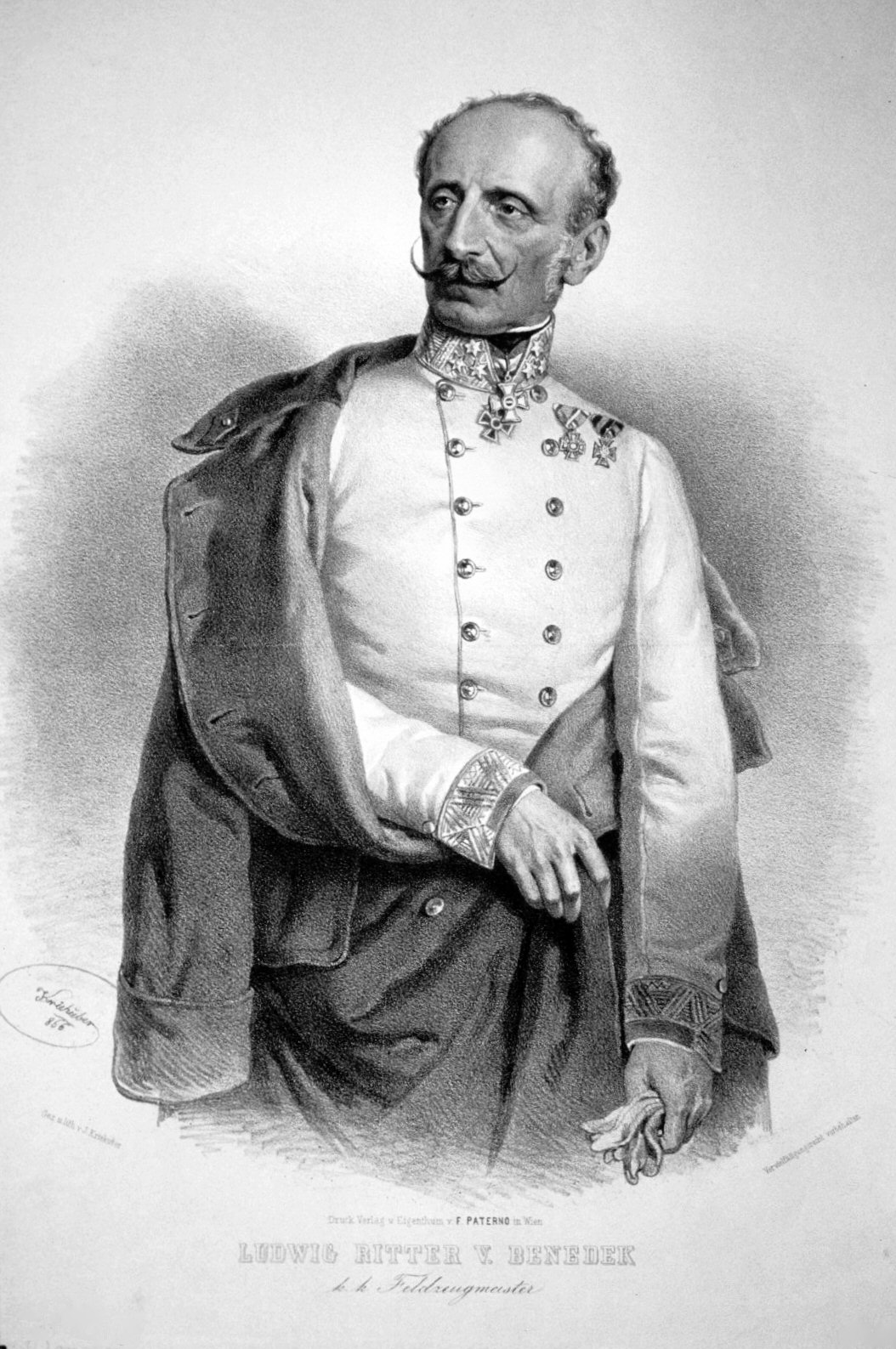
C.k. polní zbrojmistr Ludwig von Benedek, vrchní velitel v prusko-rakouské válce 1866

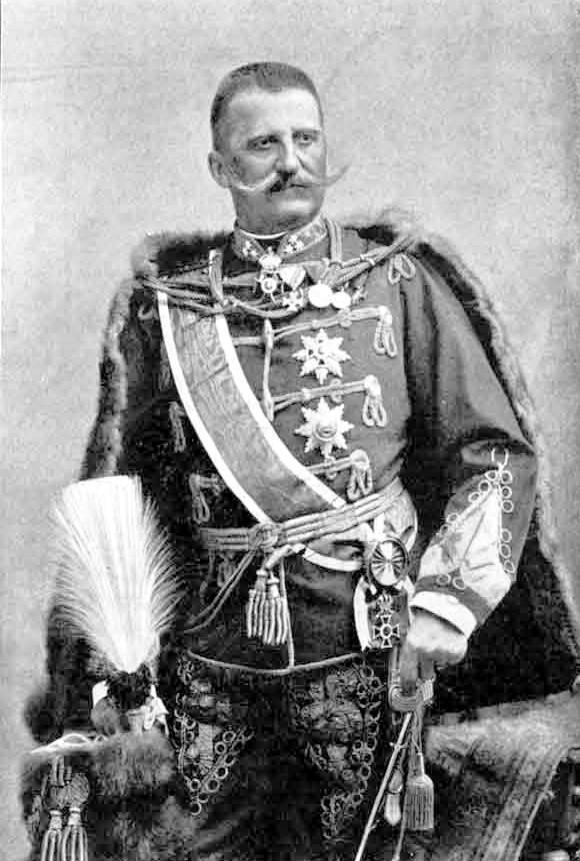
Dlouholetý uherský ministr zeměbrany Géza Fejérváry v uniformě polního zbrojmistra

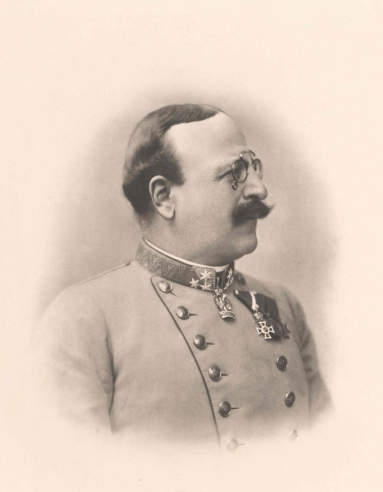
Rakouský ministr zeměbrany Julius von Latscher-Lauendorf v uniformě polního zbrojmistra

Uvedený seznam není úplný, představuje jen významné osobnosti, u nichž byla hodnost polního zbrojmistra nejvyšší dosaženou v rakouské a rakousko-uherské armádě. Datum povýšení do funkce polního zbrojmistra je uvedeno za závorkou s životopisnými daty.
- Jan Filip Breuner (1588–1632), 1632
- markrabě Vilém Bádenský (1593–1677), 1635
- Karel Ludvík de Souches (†1691), 1689
- Filip Emerich z Metternichu (1628–1698), 1693
- František Karel z Auerspergu (1660–1713), 1701
- Claude Alexandre Bonneval (1675–1747), 1723
- František Antonín Wallis (1678–1737), 1735
- Johann Friedrich Diesbach (1677–1751), 1744
- Antonín Ferdinand Feuerstein (1691–1780), 1748
- Jan Karel Chotek (1704–1787), 1748
- Ferdinand Harsch (1704–1792), 1748
- Ottavio Piccolomini (1698–1757), 1748
- Jan Baltazar Wilczek (1710–1787), 1754
- Adam Batthyány (1722–1787), 1761
- Andrzej Poniatowski (1735–1773), 1771
- Richard d'Alton (1732–1790), 1787
- Franz von Clerfayt (1733–1798), 1788
- Friedrich Wilhelm Hohenlohe-Kirchberg (1732–1796)
- Josef Antonín Mitrovský z Nemyšle (1733–1808), 1789
- František Josef Kinský (1739–1805), 1794
- František Václav z Kounic (1742–1825), 1794
- Olivier Wallis (1742–1799), 1794
- Jean Pierre Beaulieu (1725–1819), 1796
- Maxmilián Baillet de Latour (1737–1806), 1796
- princ Vilém Oranžský (1774–1799), 1798
- Paul Kray von Krajowa (1735–1804), 1799
- Franz von Lauer (1736–1803), 1800
- arcivévoda Antonín (1779–1835), 1804
- arcivévoda Rainer (1783–1853), 1808
- Eugen Argenteau (1743–1819), 1808
- Vincenc Libštejnský z Kolovrat (1749–1824), 1808, zemský velitel v Čechách
- Wilhelm von Kerpen (1741–1823), 1808, viceprezident Dvorské válečné rady
- Thomas von Brady (1752–1827), 1809, guvernér v Dalmácii
- Ludwig von Vogelsang (1748–1822), 1809, velitel pevnosti Josefov
- Jeroným Colloredo-Mansfeld (1775–1822), 1813
- Ignácz Gyulay (1763–1831), 1813
- Mikuláš II. Esterházy z Galanty (1765–1833), 1817
- arcivévoda Ludvík (1784–1864), 1818
- arcivévoda Maxmilián (1782–1863), 1818
- Alois Gonzaga z Lichtenštejna (1780–1833), 1830
- Franz Marziani von Sacile (1763–1840), 1835, velitel v Praze
- Franz Xaver Richter von Binnenthal (1759–1840), 1836, velitel v Benátkách
- Theodor Baillet de Latour (1780–1848), 1846, rakouský ministr války
- Ádám Récsey (1775–1852), 1846, zemský velitel v Haliči
- František Antonín Kinský (1779–1864), 1846
- Julius von Haynau (1786–1853), 1849
- Josip Jelačić (1801–1859), 1849
- František Khevenhüller-Metsch (1783–1867), 1849, zemský velitel v Čechách
- Prokop Hartmann z Klarštejna (1787–1868), 1849
- Johann Nepomuk Berger von der Pleisse (1768–1864), 1849
- Ludwig von Welden (1780–1853), 1849, vrchní velitel v Uhrách
- Ferenc Gyulai (1798–1868), 1850, rakouský ministr války
- Jiří Antonín Thurn-Valsassina (1788–1866), 1850
- Franz Dahlen von Orlaburg (1779–1859), 1850, prezident Nejvyššího vojenského soudního dvora
- Karl von Schönhals (1788–1857), 1850, zástupce Rakouského císařství u Německého spolku
- Karel Schwarzenberg (1802–1858), 1854
- Ludwig von Benedek (1804–1881), 1859
- Johann Kempen (1793–1863), 1859, vrchní velitel c. k. četnictva
- Johann Baptist Coronini-Cronberg (1794–1880), 1860, chorvatský bán
- August von Degenfeld-Schonburg (1798–1876), 1860, rakouský ministr války
- Johann Nobili (1798–1884), 1861, nejvyšší hofmistr císařovny Alžběty
- Anton Prokesch von Osten (1795–1876), 1863
- Karl von Mertens (1803–1874), 1864, prezident Nejvyššího vojenského soudního dvora
- Lazar Mamula (1795–1878), 1865, guvernér v Dalmácii
- Friedrich von Teuchert (1797–1872), 1865, náměstek ministra války
- Karl von Steininger (1804–1867), 1866, velitel v Banátu
- arcivévoda Vilém (1827–1894), 1867
- Heinrich von Handel-Mazzetti (1806–1887), 1867, prezident Nejvyššího vojenského soudního dvora
- Josip Maroičić (1812–1882), 1868
- Wilhelm von Ramming (1815–1876), 1868
- Josef von Schmerling (1806–1884), 1868
- Mořic Braida (1802–1872), 1868
- Johann Karl Huyn (1812–1889), 1871, zemský velitel v Čechách
- Franz von John (1815–1876), 1873, rakousko-uherský ministr války
- Anton Mollinary (1820–1904), 1873
- Gabriel Rodich (1812–1890), 1873, místodržitel v Dalmácii
- Franz Kuhn von Kuhnenfeld (1817–1896), 1874, rakousko-uherský ministr války
- Josip Filipović (1819–1889), 1874, zemský velitel v Čechách
- Franjo Filipović (1820–1903), 1874, zemský velitel na Moravě
- Friedrich Kellner von Köllenstein (1802–1881), 1875, císařský generální pobočník
- Friedrich Packenj von Kilstätten (1817–1889), 1876, zástupce velitele c. k. zeměbrany
- Vilém Mikuláš Württemberský (1828–1896), 1878, guvernér v Bosně a Hercegovině
- Josef von Ringelsheim (1820–1893), 1878, zemský velitel na Moravě
- Ferdinand von Bauer (1825–1893), 1881, rakousko-uherský ministr války
- František z Thun-Hohensteinu (1826–1888), 1881, zemský velitel v Tyrolsku
- Eduard von Litzelhofen (1820–1882), 1881, zemský velitel v Čechách
- Artur Maximilian von Bylandt-Rheidt (1821–1891), 1882, rakousko-uherský ministr války
- Hermann Dahlen von Orlaburg (1828–1887), 1882, guvernér v Bosně a Hercegovině
- Franz Vlassits (1827–1884), 1883, zemský velitel na Moravě
- Albert Knebel von Treuenschwert (1817–1890), 1883, prezident Nejvyššího vojenského soudního dvora
- Adolf von Catty (1823–1897), 1884, velitel 5. armádního sboru v Prešpurku
- Georg von Kees (1822–1906), 1884, velitel 6. armádního sboru v Košicích
- Josef von Döpfner (1825–1891), 1885, prezident Nejvyššího vojenského soudního dvora
- Anton von Schönfeld (1827–1897), 1886, náčelník rakousko-uherského generálního štábu
- Ludwig Fröhlich von Elmbach (1823–1902), 1887, velitel pevnosti Olomouc
- Philipp Grünne (1833–1902), 1889, zemský velitel v Čechách
- Friedrich von Teuchert-Kauffmann (1831–1913), 1889, zemský velitel v Tyrolsku
- Wilhelm von Reinländer (1829–1910), 1889, generální inspektor rakousko-uherské armády
- Johann Baptist von Waldstätten (1833–1914), 1889, generální inspektor rakousko-uherské armády
- Heinrich Giesl von Gieslingen (1821–1905), 1889, vrchní velitel c. k. četnictva
- Johann Koblitz von Willmburg (1818–1908), 1889, nejvyšší hofmistr arcivévody Viléma
- Géza Fejérváry (1833–1914), 1890, uherský ministr zeměbrany
- Zeno Welsersheimb (1835–1921), 1890, rakouský ministr zeměbrany
- Theodor Braumüller von Tannbruck (1829–1904), 1891, velitel 6. armádního sboru
- Emil David von Rhonfeld (1837–1918), 1893, guvernér v Dalmácii
- Rudolf Ferdinand z Lobkowicz (1840–1908), 1894, velitel 4. armádního sboru
- Josef von Reicher (1834–1919), 1894, velitel 14. armádního sboru
- Gustav von Thoemmel (1829–1902), 1895, rakousko-uherský vyslanec v Srbsku
- Georg von Waldstätten (1837–1918), 1896, velitel v Krakově
- Eugen von Albori (1838–1915), 1897, guvernér v Bosně a Hercegovině
- Eduard von Handel-Mazzetti (1838–1898), 1897, prezident Nejvyššího vojenského soudního dvora
- Albín z Teuffenbachu (1834–1920), 1897, hofmistr arcivévody Ferdinanda Toskánského
- Gustav Lehne von Lehnsheim (1829–1897), 1897, první sekční šéf na ministerstvu zeměbrany
- Ludwig Fabini (1830–1906), 1898, velitel 8. armádního sboru v Praze
- Emanuel von Merta (1836–1899), 1898, velitel 9. armádního sboru v Josefově
- Alexander Hold von Ferneck (1838–1901), 1898, velitel 14. armádního sboru
- Anton von Pitreich (1838–1907), 1898, prezident Nejvyššího vojenského soudního dvora
- Hans von der Schulenburg (1834–1898), 1898, velitel 11. armádního sboru
- Emil Probszt von Ohstorff (1838–1913), 1898, velitel 12. armádního sboru
- Ferdinand Fiedler (1842–1910), 1899, velitel 2. armádního sboru ve Vídni
- Ludwig Schwitzer von Bayersheim (1839–1919), 1899, velitel 7. armádního sboru
- Hugo von Klobus (1840–1906), 1901, zemský velitel v Chorvatsku
- Heinrich von Pitreich (1841–1920), 1904, rakousko-uherský ministr války
- Franz Xaver von Schönaich (1844–1916), 1904, rakouský ministr zeměbrany
- Karl Drathschmidt (1837–1922), 1904, ředitel Tereziánské vojenské akademie
- Karl Horsetzky von Hornthal (1844–1906), 1904, velitel 10. armádního sboru
- Adolf Horsetzky von Hornthal (1847–1929), 1904, zemský velitel v Haliči
- Hubert von Czibulka (1842–1914), 1905, zemský velitel v Čechách
- Karl von Steininger (1847–1929), 1905, velitel 5. armádního sboru v Prešpurku
- Ernst von Vivenot (1837–1919), 1905, prezident zkušební komise aspirantů důstojnického sboru generálního štábu
- Julius von Latscher-Lauendorf (1846–1909), 1905, rakouský ministr zeměbrany
- Eduard Pucherna (1845–1923), 1905, zemský velitel v Uhrách
- Lajos Jekelfalussy (1848–1911), 1906, uherský ministr zeměbrany
- Stefan Babić (1841–1928), 1907
- Albert von Koller (1849–1942), 1907, zemský velitel v Čechách
- Alfred von Matt (1843–1919), 1907, sekční šéf na ministerstvu války
- Rudolf von Chavanne (1850–1936), 1907, zemský velitel v Chorvatsku
- Moritz von Steinsberg (1851–1933), 1907, zemský velitel v Haliči
- Oskar Potiorek (1853–1933), 1908, šéf zemské vlády v Bosně a Hercegovině
- Marijan Varešanin (1847–1917), 1908, velitel 15. armádního sboru
- Mansuet Versbach (1845–1912), 1908, velitel ve Vídni
- Friedrich Jihn von Solwegen (1852–1913), 1909, prezident Nejvyššího vojenského soudního dvora
- Josef von Weigl (1853–1919), 1910, velitel 1. armádního sboru
- Ernst von Leithner (1852–1914), 1911, velitel ve Štýrském Hradci
- Vojtěch Benda (1852–1923), 1911, generální inspektor pevnostního dělostřelectva
- Anton Seefranz (1853–1937), 1911, velitel 7. armádního sboru
- Franz Bockenheimer von Bockenheim (1856–1937), 1913, první sekční šéf na ministerstvu zeměbrany
- Otto von Frank (1854–1916), 1913, ředitel C.k. vojenského zeměpisného ústavu
- Stjepan Ljubičić (1855–1935), 1914, velitel 11. armádního sboru
- Siegmund Benigni (1855–1922), 1915, velitel 8. armádního sboru
- Karl Kuk (1853–1935), 1915, generální guvernér v Polsku
- Alfred Rohm (1858–1925), 1915, zástupce ministra války
- Ferdinand Goglia (1855–1941), 1916, velitel armádního sboru
- Leopold Rollinger von Rollegg (1846–1925), 1916, velitel přístavu Kotor
- Hugo von Habermann (1862–1935), 1917, velitel 11. armádního sboru
- Eugen von Scheure (1859–1922), 1917, velitel v Litoměřicích
- Árpád Tamásy (1861–1939), 1917 (povýšen během zajetí v Rusku)
- Rudolf Braun (1861–1920), 1918, velitel 12. armádního sboru
- Franz Daniel von Drinamünde (1861–1928), 1918, velitel posádky v Litoměřicích
- Johann Ulrich von Salis-Seewis (1862–1940), 1918, vrchní velitel v Rumunsku